# Élections régionales de 2020 dans les Marches
Les élections régionales de 2020 dans les Marches (en italien : Elezioni regionali nelle Marche) ont lieu les 20 et 21 septembre 2020 afin d'élire le président et les conseillers de la XIe législature du conseil régional des Marches pour un mandat de cinq ans.
Le scrutin conduit à une alternance, le candidat de la coalition de centre droit l'emportant sur celle, sortante, de centre gauche, qui gouvernait la région depuis 25 ans.

## Contexte
Initialement prévues le 31 mai, les élections sont reportées à une date indéterminée du fait de la progression de la pandémie de maladie à coronavirus, qui oblige le gouvernement italien à mettre en quarantaine le pays tout entier le 10 mars. Le gouvernement décide par conséquent à la mi avril de reporter l'ensemble des scrutins régionaux à des dates comprises entre le 15 septembre et le 15 décembre 2020. Les dates des 20 et 21 septembre sont finalement retenues, le scrutin étant organisé sur deux jours afin de limiter la présence simultané de trop d'électeurs dans les bureaux de vote. Les élections interviennent en même temps que celles de six autres régions ainsi que d'un référendum constitutionnel sur la baisse du nombre de parlementaires,.

## Système électoral

Région des Marches.

Les Marches sont une  région italienne à statut simple. Le conseil régional ainsi que son président sont élus simultanément au suffrage universel direct. Les 30 conseillers sont élus au scrutin proportionnel plurinominal avec listes ouvertes, vote préférentiel et seuil électoral de 5 % mais sans panachage, tandis que le président est élu au scrutin uninominal majoritaire à un tour. Ce dernier se présente obligatoirement en tant que candidat d'une liste en lice pour le conseil régional, ce qui interdit de fait les candidatures sans étiquettes. Les 30 sièges à pourvoir le sont dans cinq circonscriptions de quatre à neuf sièges chacune.
La liste du président élu peut recevoir d'emblée une prime majoritaire portant sa part des sièges au-dessus de la majorité absolue. La liste reçoit ainsi 16 sièges si elle a obtenu entre 34 et 37 % des suffrages, 17 sièges si elle a obtenu entre 37 et 40 %, et 18 sièges au-delà. Les sièges restants sont ensuite repartis à la proportionnelle aux différentes listes ayant franchi le seuil électoral, et à leurs candidats en fonction des votes préférentiels qu'ils ont recueillis. Le seuil de 5 % est abaissé à 3 % pour les listes se présentant au sein d'une coalition. Par ailleurs, le président élu devient de droit membre du conseil, ce qui porte le total de conseillers à 31.

### Modalités
L'électeur vote sur un même bulletin pour un candidat à la présidence et pour la liste d'un parti. Il a la possibilité d'exprimer ce vote de plusieurs façons.
- Soit voter pour une liste, auquel cas son vote s'ajoute également à ceux pour le candidat à la présidence soutenu par la liste. Il a également la possibilité d'exprimer un vote préférentiel pour deux candidats de son choix sur la liste en écrivant leurs noms. Il ne doit dans ce cas pas écrire les noms de deux candidats de même sexe, ni un seul nom.

- Soit ne voter que pour un candidat à la présidence, auquel cas son vote n'est pas étendu à sa liste.

- Soit préciser son vote pour un candidat et pour une liste. Cette dernière doit cependant obligatoirement faire partie de celles soutenant le candidat choisi, rendant impossible le panachage[5].

### Répartition des sièges
| Provinces          | Sièges | +/-           |  |
| Ancône             | 9      | en stagnation |  |
| Ascoli Piceno      | 4      | en stagnation |  |
| Fermo              | 4      | en stagnation |  |
| Macerata           | 6      | en stagnation |  |
| Pesaro et d'Urbino | 7      | en stagnation |  |
| Président          | 1      | en stagnation |  |
| Total              | 31     | en stagnation |  |

## Résultats
|                        |                           |            |            |                      |                                               |                            |         |         |         |               |               |       |
| Présidence             | Présidence                | Présidence | Présidence | Présidence           | Conseil                                       | Conseil                    | Conseil | Conseil | Conseil | Conseil       | Conseil       | Total |
| Candidats              | Candidats                 | Votes      | %          | Élus                 | Partis                                        | Partis                     | Votes   | %       | +/-     | Sièges        | +/-           | Total |
|                        | Francesco Acquaroli (FdI) | 361 186    | 49,13      | 1                    |                                               | Ligue (Lega)               | 139 438 | 22,38   | 9,36    | 8             | 5             |       |
|                        | Francesco Acquaroli (FdI) | 361 186    | 49,13      | 1                    | Frères d'Italie (FdI)                         | 116 231                    | 18,66   | 12,14   | 7       | 6             |               |       |
|                        | Francesco Acquaroli (FdI) | 361 186    | 49,13      | 1                    | Forza Italia (FI)                             | 36 716                     | 5,89    | 3,51    | 2       | en stagnation |               |       |
|                        | Francesco Acquaroli (FdI) | 361 186    | 49,13      | 1                    | Union de centre (UdC)                         | 14 067                     | 2,26    | N/A     | 1       | en stagnation |               |       |
|                        | Francesco Acquaroli (FdI) | 361 186    | 49,13      | 1                    | Citoyens pour le territoire                   | 12 958                     | 2,08    | Nv.     | 1       | 1             |               |       |
|                        | Francesco Acquaroli (FdI) | 361 186    | 49,13      | 1                    | Mouvement pour les Marches (PRI-FV-diss. M5S) | 5 730                      | 0,92    | Nv.     | —       | en stagnation |               |       |
| Total Centre droit     | Total Centre droit        | 361 186    | 49,13      | 1                    | 325 140                                       | 52,19                      | 18,46   | 19      | 12      | 20            |               |       |
|                        | Maurizio Mangialardi (PD) | 274 152    | 37,29      | 1                    |                                               | Parti démocrate (PD)       | 156 394 | 25,11   | 10,02   | 7             | 8             |       |
|                        | Maurizio Mangialardi (PD) | 274 152    | 37,29      | 1                    | Italia Viva (avec PSI-DemoS-CM)               | 19 742                     | 3,17    | Nv.     | 0       | en stagnation |               |       |
|                        | Maurizio Mangialardi (PD) | 274 152    | 37,29      | 1                    | Les Marches renaissent (avec +Eu-EV-MC)       | 17 268                     | 2,77    | 2,26    | 1       | 1             |               |       |
|                        | Maurizio Mangialardi (PD) | 274 152    | 37,29      | 1                    | Liste Mangialardi (Az-MRE)                    | 12 884                     | 2,07    | Nv.     | —       | en stagnation |               |       |
|                        | Maurizio Mangialardi (PD) | 274 152    | 37,29      | 1                    | Nos Marches et le Centre                      | 11 625                     | 1,87    | Nv.     | —       | en stagnation |               |       |
|                        | Maurizio Mangialardi (PD) | 274 152    | 37,29      | 1                    | Marches courageuses (Art.1-IiC-diss. M5S)     | 9 270                      | 1,49    | Nv.     | —       | en stagnation |               |       |
| Total Centre gauche    | Total Centre gauche       | 274 152    | 37,29      | 1                    | 227 183                                       | 36,48                      | 7,09    | 8       | 10      | 9             |               |       |
|                        | Gian Mario Mercorelli     | 63 355     | 8,62       | —                    |                                               | Mouvement 5 étoiles (M5S)  | 44 330  | 7,12    | 11,77   | 2             | 3             | 2     |
|                        | Roberto Mancini           | 16 879     | 2,30       | —                    |                                               | Ça dépend de nous (SI-PRC) | 11 834  | 1,90    | 1,92    | 0             | en stagnation | 0     |
|                        | Fabio Pasquinelli         | 10 381     | 1,41       | —                    |                                               | Communistes! (PC-PCI)      | 8 184   | 1,31    | Nv.     | 0             | en stagnation | 0     |
|                        | Sabrina Banzato           | 4 121      | 0,56       | —                    |                                               | Vox Italia                 | 2 954   | 0,47    | Nv.     | 0             | en stagnation | 0     |
|                        | Anna Rita Iannetti        | 3 984      | 0,54       | —                    |                                               | Mouvement 3V               | 2 689   | 0,43    | Nv.     | 0             | en stagnation | 0     |
|                        | Alessandra Contigiani     | 1 142      | 0,16       | —                    |                                               | Reconquérir l'Italie       | 640     | 0,10    | Nv.     | 0             | en stagnation | 0     |
|                        |                           |            |            |                      |                                               |                            |         |         |         |               |               |       |
| Votes valides          | Votes valides             | 735 200    | 93,88      |                      | Votes valides                                 | Votes valides              | 622 954 | 79,54   |         |               |               |       |
| Votes blancs et nuls   | Votes blancs et nuls      | 47 973     | 6,12       | Votes blancs et nuls | Votes blancs et nuls                          | 160 219                    | 20,46   |         |         |               |               |       |
| Total candidats        | Total candidats           | 783 173    | 100        | 2                    | Total partis                                  | Total partis               | 783 173 | 100     | -       | 29            | en stagnation | 31    |
| Abstentions            | Abstentions               | 527 670    | 40,25      |                      |                                               |                            |         |         |         |               |               |       |
| Inscrits/Participation | Inscrits/Participation    | 1 310 843  | 59,75      |                      |                                               |                            |         |         |         |               |               |       |